# 淄州
淄州（ししゅう）は、中国にかつて存在した州。隋代からモンゴル帝国時代にかけて、現在の山東省淄博市一帯に設置された。

## 概要
596年（開皇16年）、隋により斉州の貝丘・武強・平原・長楽の4県を分割して淄州が立てられた。598年（開皇18年）、貝丘県が淄川県と、武強県が長山県と、平原県が鄒平県と、長楽県が会城県と改称された。605年（大業元年）、淄州は廃止され、管轄県は再び斉州に統合された。607年（大業3年）、会城県が高苑県と改称された。
618年（武徳元年）、唐により隋の斉郡淄川県の地には淄州が置かれた。742年（天宝元年）、淄州は淄川郡と改称された。758年（乾元元年）、淄川郡は淄州の称にもどされた。淄州は河南道に属し、淄川・長山・鄒平・高苑の4県を管轄した。
北宋のとき、淄州は京東東路に属し、淄川・長山・鄒平・高苑の4県を管轄した。
金のとき、淄州は山東東路に属し、淄川・長山・鄒平・高苑の4県を管轄した。
1264年（中統5年）、モンゴル帝国により淄州は淄州路に昇格した。1265年（至元2年）、淄州路は淄萊路と改められた。1287年（至元24年）、元により淄萊路は般陽路と改称された。